# Borsjtj

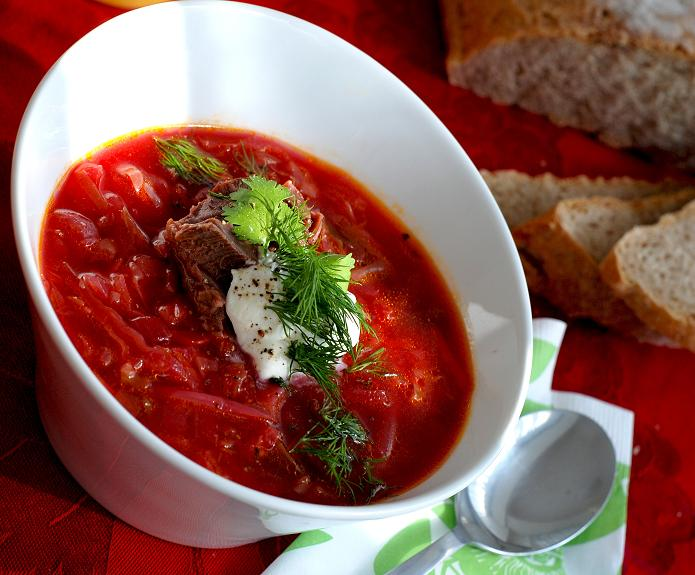
Borsjtj med smetana (östeuropeisk gräddfil) och kött.

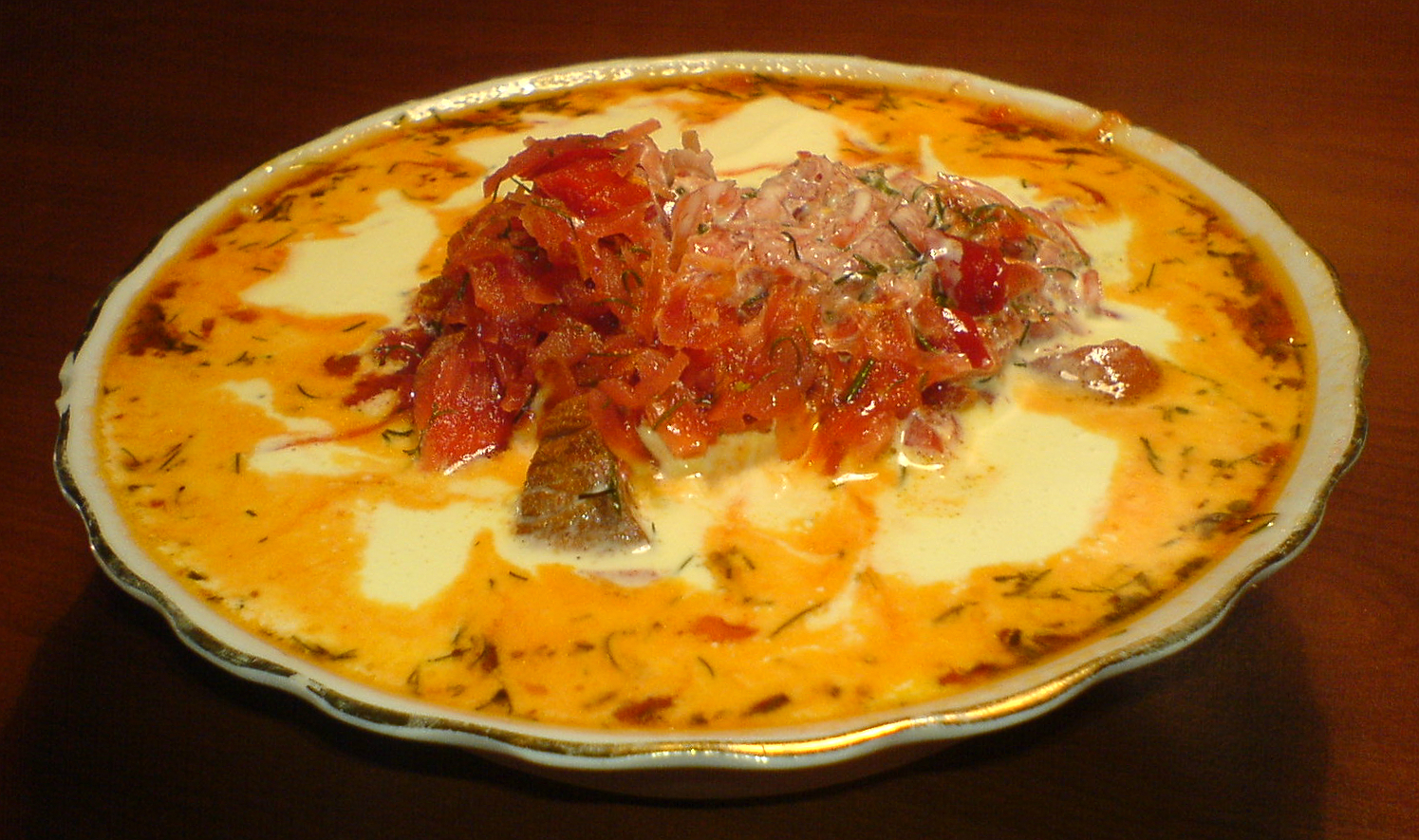
Tillsättandet av tomater kan ge borsjtj en orange nyans instället för den purpurröda påverkad av rödbetor.

Borsjtj (ukrainska, ryska: борщ, polska: barszcz, litauiska: barščiai, rumänska: borș) är en soppa som har sitt ursprung i Ukraina, men är mycket populär i hela östra Europa. Den görs idag oftast på rödbetor, vilket ger den sin karakteristiska röda färg. Rätten finns i flera lokala varianter i länder som Ukraina, Belarus, Polen och Ryssland, liksom även i andra östeuropeiska länder som Estland, Lettland, Rumänien och Armenien.
Att använda rödbeta som ingrediens i soppan uppstod antagligen först på 1500-talet, då rödbetan spridits från Italien till östra Europa  Ursprunget för borsjtj är Kievrus. Rätten omnämns första gången någon gång under perioden från 400- till 800-talet., fast då tillagad med andra ingredienser än dagens vanligaste varianter. 
Borsjtj var en vanlig fattigmansmrätt i östra Europa under 1500-talet. De första skriftliga omdömena om borsjtj hittar man i skrift i en berättelse om huvudstaden Kiev år 1584.

## Varianter
Beroende på vilket land soppan tillagas i, har den ofta olika ingredienser förutom rödbeta, till exempel potatis, morot, tomat, svamp och kött. En typisk rysk borsjtj innehåller rödbetor, kött, vitkål och ibland även potatis och/eller gul lök.
Borsjtj serveras vanligen varm, men kall förekommer, och ofta tillsammans med vispad grädde eller smetana. 
Vegetarisk borsjtj görs ofta i Polen, där den kallas barszcz och serveras med uszka (degknyten), champinjoner och surkål. Det finns även varianter där borsjtj serveras med fisk.

## Etymologi
Ordet borsjtj kommer från ukrainskans ord för björnloka. Björnloka var den ursprungliga huvudingrediensen i maträtten.